# Somló Károly
Somló Károly (Temesvár, 1861 – Temesvár, 1924. január 25.) temesvári vegyészmérnök, műfordító. Freud Erzsébet írónő férje.

## Életútja, munkássága
Pályáját a szeszgyár vegyészeként Temesváron kezdte, majd kiment Argentínába, ahol a Buenos Aires-i szeszgyárnak lett az igazgatója. 12 éves Dél-Amerika-i időzés után 1898-ban visszatért Temesvárra, ahol igazgatóként két évtizeden át a helyi szeszgyárat vezette. Jelentős mértékben fejlesztette és korszerűsítette a hatalmas vállalatot, s miután az igazgatástól visszavonult, továbbra is műszaki tanácsadója maradt a gyárnak.
Műfordítóként irodalmi tevékenységet is kifejtett. Magyar költők verseit fordította, ültette át németre.